# Kuchyně (román)
Kuchyně (japonsky キッチン) je román japonské spisovatelky Banany Jošimoto z roku 1988. Jedná se o autorčin literární debut a významné dílo japonské současné literatury, které se dočkalo uznání i v západních zemích. Zároveň se jedná o důležité současné dílo japonské ženské literatury (女流文学, džorjú bungaku). Román získal Nováčkovskou cenu Kaien za rok 1987 a byla nominována na prestižní cenu Jukia Mišimy.

## Děj
Mladé ženě Mikage Sakuraiové umírá babička. Protože se o Mikage starala po smrti jejích rodičů, nastěhuje se Mikage k babiččině známému, mladému květináři Júičimu a jeho transgender matce Eriko Tanabeovým. Júičimu také umřel v brzkém věku jeden z rodičů, jeho biologická matka, po jejíž smrti si Eriko, Júičiho biologický otec, změnila pohlaví na ženu a otevřela si vlastní gay bar. Všichni tři se postupně sbližují a vzniká mezi nimi téměř rodinné vztahové pouto. Mikage se setkává se svým expřítelem Sótarem a po oficiálním vystěhování se z bytu Mikage přemítá nad svým životem, večer se vrací do bytu Tanabeových, kde spolu s Júičim uprostřed noci povečeří. Mikage si uvědomuje, že ji stále čeká nadějná budoucnost.
Po několika měsících se Mikage stěhuje do vlastního bytu a stává se asistentkou v kuchařské škole. Krátkou dobu poté je Eriko zavražděna stalkerem, který ji napadl v jejím baru. Mikage se vrací do bytu Tanabeových, kde se snaží pomoci Júičimu skrz období po její smrti. Následně je Mikage nabídnuta pracovní cesta na poloostrov Izu, kam nakonec odjíždí a Júiči zůstává v hotelu. Na cestě si ale pozdě večer objedná Mikage v restauraci kacudon (rýžová miska s řízkem), při jehož konzumaci si vzpomene právě na Júičiho. S odhodláním přivézt mu jednu porci kacudonu jede taxíkem zpátky za Júičim, vkrade se k Júičimu do pokoje a mluví spolu. Navzájem si slibují, že spolu zůstanou i po Mikagině návratu zpátky z cesty.

## Motivy
Děj je popisován z pohledu Mikage v prostředí tehdejšího moderního Tokia. Banana Jošimoto používá velmi minimalistický, prostý styl psaní, nicméně vnáší do něj melancholický tesk podobný blues, Jošimoto byla ke psaní inspirována právě skladbou Moonlight Shadow od hudebníka Mikea Oldfielda.
Hlavním tématem románu je smrt, ztráta blízké osoby a přenášení se přes truchlení. Obě hlavní mladé postavy, Mikage a Júiči, se vyrovnávají se ztrátou své bezprostřední rodiny a během románu v sobě navzájem nalézají klid. Tanabeovi prožívají po smrti její babičky soustrast s Mikage a obdobně i ona společně s Júičim truchlí nad smrtí Eriko. Ačkoliv nejsou mladí hrdinové příbuzensky spjati, nalézají v sobě svou druhou rodinu.
Dalším ústředním motivem je kuchyně a vaření. Samotná první strana povídky začíná monologem Mikage: „Myslím, že mám na tomhle světě nejraději kuchyně.“ Gastronomie má vliv jak na kariérní dráhu Mikage, tak i na její celý osobní život. Kuchyně jí jako prostor poskytuje útěchu a jídlo je pro ni rituál, ve kterém sdílí své emoce s ostatními – po smrti babičky večeří Mikage s Júičim a nalézá pohodlí v jejich domácnosti. Naopak po vraždě Eriko se sbližuje Júiči s Mikage nad porcí kacudonu, jehož chuť donutila Mikage sdílet svůj požitek z jídla s Júičim a vyvolala myšlenky na něj.

## Hlavní postavy
- Mikage Sakurai – hlavní protagonistka, mladá dívka, v mládí jí umřeli rodiče a poté i babička, má blízký vztah k vaření a kuchyním
- Júiči Tanabe – květinář, známý babičky Mikage, po smrti Eriko o něj Mikage, pravděpodobně je do Mikage zamilovaný
- Eriko Tanabe – transgender žena, Júičiho biologický otec, podporuje Mikage po smrti její babičky a poskytuje jí byt

## České vydání
Kuchyně vyšla v českém překladu Alice Kraemerové ve sbírce autorčiných povídek Úplněk a jiné povídky v roce 1997. Kniha rozděluje povídku na části Kuchyně a Úplněk. Podobně jako většina dalších cizojazyčných vydání kniha obsahuje i kratší povídku Stín měsíčního svitu, která se podobně jako Kuchyně zabývá tematikou ženské protagonistky vyrovnávající se se ztrátou blízké osoby v prostředí moderního Tokia. Tato povídka obdržela cenu Kjóky Izumiho za rok 1988.